# لی (ایندیانا)
لی (به انگلیسی: Lee) یک منطقهٔ مسکونی در ایالات متحده آمریکا است که در شهرستان وایت، ایندیانا واقع شده‌است. لی ۲۰۵ متر بالاتر از سطح دریا واقع شده‌است.